# Jarosław Odrowąż-Pieniążek
Jarosław Odrowąż-Pieniążek (ur. 1853 w Rzeszowie, zm. 7 marca 1920 we Lwowie) – polski urzędnik bankowy, aktor, literat, dziennikarz, kolekcjoner.

## Życiorys
Urodził się w 1853 w Rzeszowie. Zawodowo był właścicielem fabryki oraz urzędnikiem bankowym. Poza tym udzielał się w sferze literackiej i dziennikarskiej. Przetłumaczył szereg sztuk scenicznych z języków francuskiego, niemieckieckiego i włoskiego na polski. Przez kilka lat był aktorem w Teatrze Skarbkowskim we Lwowie. Był też kolekcjonerem.
Był żonaty z aktorką teatralną Cichocką. Ogólnie szanowany i znany we Lwowie. Zmarł 7 marca 1920 tamże. Został pochowany na Cmentarzu Łyczakowskim we Lwowie.